# Sluškinjina priča
Sluškinjina priča (izv. The Handmaid's Tale) je distopijski roman kanadske spisateljice Margaret Atwood, objavljen 1985. godine. Radnja je smještena u bliskoj budućnosti, u patrijarhalnoj, totalitarnoj teokratskoj državi poznatoj kao Republika Gilead, koja je svrgnula vladu Sjedinjenih Država. Fredova je središnji lik i pripovjedač te jedna od "Sluškinja", žena koje su prisiljene rađati djecu "Zapovjednicima", vladajuću klasu, i njihovim neplodnim suprugama.
Roman istražuje teme pokorenih žena u patrijarhalnom društvu, gubitak ženske slobode i individualnosti, potiskivanje reproduktivnih prava žena i različita sredstva kojima se žene opiru i pokušavaju steći neovisnost u svijetu.
Priznat kao magnum opus svjetski poznate spisateljice, nagrađen je i nominiran za brojne nagrade, uključujući i nominacije za nagrade Booker i Nebula, adaptiran je u film i u kritički priznatu i nagrađivanu televizijsku seriju, te se smatra jednim od najutjecajnijih djela 20. stoljeća čija tematika i dan danas ostaje relevantna u borbi za temeljna ljudska prava.

## Sinopsis
Nakon insceniranog napada u kojem su ubijeni predsjednik Sjedinjenih Država i većina Kongresa, u jeku masovne krize plodnosti i nataliteta, radikalna politička skupina pod nazivom "Jakovljevi sinovi" koristi se teonomskom ideologijom za pokretanje revolucije. Ustav je suspendiran, novine su cenzurirane, a ono što su nekada bile Sjedinjene Američke Države anektirano je u vojnu diktaturu poznatu kao Republika Gilead. Režim reorganizira društvo novim hijerarhijskim modelom stratifikacije i zakona, koristeći doslovnu interpretaciju nekih starozavjetnih ideja. Jedna od najznačajnijih promjena je ograničenje prava žena. Žene postaju najniža klasa i ne smiju posjedovati novac ili imovinu, niti čitati i pisati. Što je najvažnije, ženama je uskraćena kontrola nad vlastitim reproduktivnim funkcijama.
Priču u pripovijedanju u prvom licu ispričala je žena po imenu Fredova. U ovoj eri zagađenja okoliša i radijacije, ona je jedna od rijetkih preostalih plodnih žena. Stoga je prisilno dodijeljena da rađa djecu "Zapovjednicima", vladajućoj klasi muškaraca, a spada u klasu "Sluškinja" prema biblijskoj priči o Raheli i njezinoj sluškinji Bilhi. Njezinim pričama o trenutnim iskustvima isprepleteni su retrospektivi njezina života prije i tijekom početka revolucije, uključujući njezin neuspjeli pokušaj bijega u Kanadu s mužem i djetetom i njezinu indoktrinaciju u ranim danima Gileada. U ovo vrijeme kada joj je svaki pokret viđen i kontroliran, svaka ograničena riječ prije dvaput promišljena, kada ju siluju svaki mjesec plodnim danima, Fredova nastoji ostati pri zdravom umu i živa u nadi da će se opet sresti sa svojom otetom kćeri i spasiti se iz seksualnog sužanjstva.

## Nadahnuća
Atwood tvrdi da su svi zakoni u Sluškinjinoj priči, točnije u Republici Gilead, bili stvarni u nekom povijesnom periodu i da nijedan zakon nije izmislila. Također je bila nadahnuta revolucijom u Iranu 1978.–1979., u kojoj je uspostavljena teokracija koja je drastično smanjila prava žena i nametnula stroga pravila odijevanja iranskim ženama, vrlo nalik onima u Gileadu. Nadahnuće je došlo i od zabrane pobačaja Nicolaeja Ceaușesca u komunističkoj Rumunjskoj.

## Recenzije i utjecaj
Sluškinjina priča dobila je nebrojne pohvale kritičara, što je pomoglo učvršćivanju statusa Atwoodove kao istaknute spisateljice 20. stoljeća. Danas se svrstava u istu kategoriju kao Tisuću devetsto osamdeset četvrta i Vrli novi svijet, kao jedan od najznačajnijih distopijskih romana u povijesti svjetske književnosti.
Danas se, uz pomoć nagrađivane ekranizacije, klasa Sluškinja iz romana smatra simbolom emancipacije žena i ženske snage u patrijarhalnim društvima. Roman koji nije izašao iz tiska već više od 30 godina služi kao primjer budućnosti koja se može obistiniti ako fundamentalna ljudska prava uzimamo zdravo za gotovo.